# موسیقی نانگوان

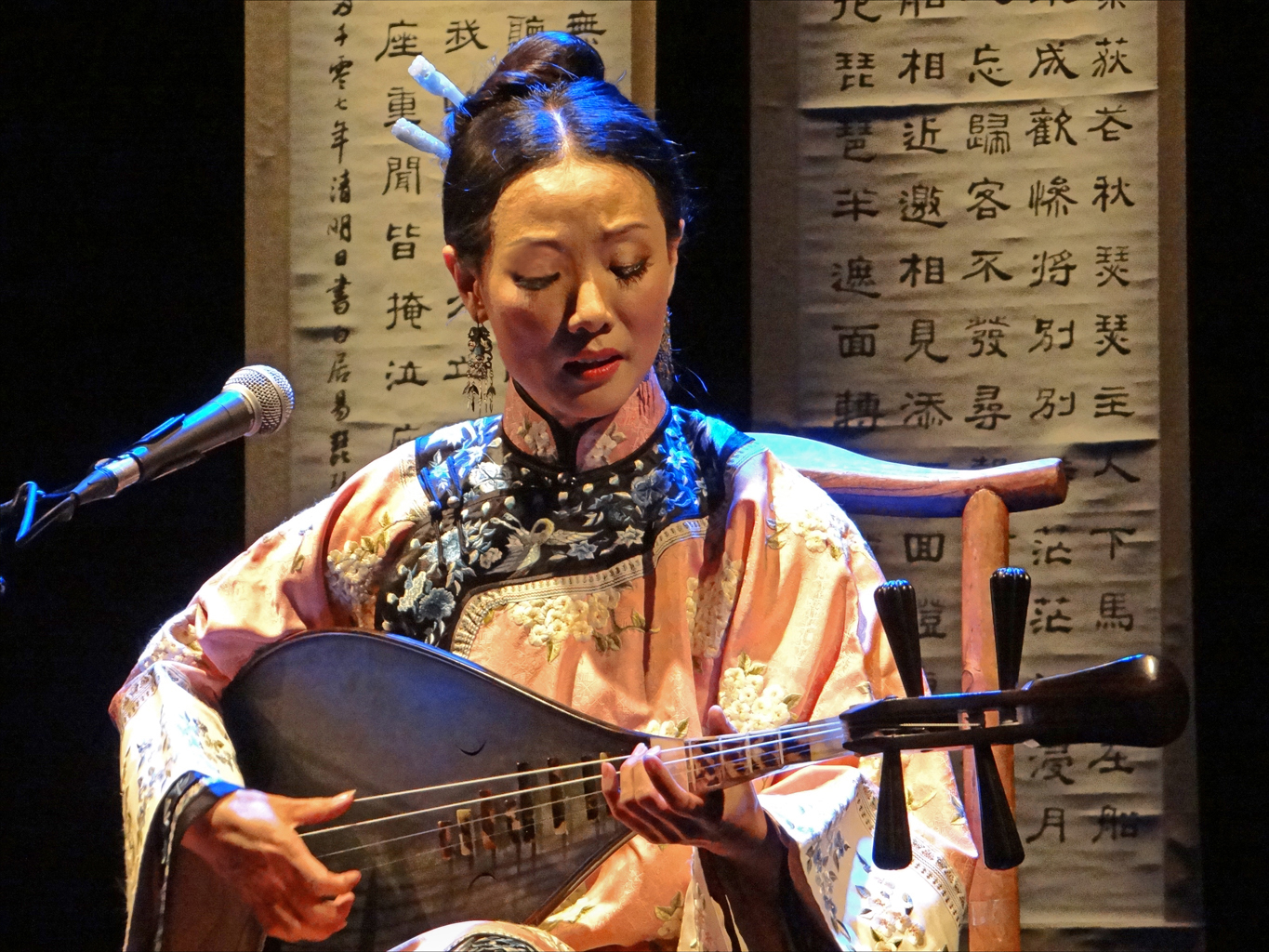
اجرای موسیقی نانگوان با نواختن پیپا (pipa)

موسیقی نانگوان (به چینی: 南管؛ تلفظ: Nánguǎn؛ به انگلیسی:Nanguan) یک سبک موسیقی کلاسیک(سنتی) چینی از استان فوجیان درجنوب چین است. همچنین در تایوان، به ویژه لوکانگ در سواحل غربی و در بین چینی‌های خارج از کشور در جنوب شرقی آسیا بسیار محبوب است.
فوجیان یک استان ساحلی کوهستانی چین است و مرکز استان آن فوژو (Fuzhou) است که در قرن هفتم قبل از میلاد در بین دوره‌های سو و تانگ هنگامی که گوانژو (Quanzhou) بندر بزرگی بود، در یک مسیر مهم تجارت دریایی واقع شده و مجرای عناصر فرهنگ‌های دوردست بود. نتیجه آن چیزی بود که اکنون به عنوان موسیقی نانگوان شناخته می‌شود، که امروزه بسیاری از ویژگی‌های باستانی را حفظ کرده‌است. این ژانر بسیار با انجمن‌های موسیقی آماتور جامعه مرد تنها یا quguan همراه است، که هر کدام عموماً با یک معبد خاص مرتبط بودند و به عنوان یک دست‌آورد ادبی و یک خدمت اجتماعی شایسته همچنین سرگرمی‌های حرفه ای متمایز از جهان شناخته می‌شوند. . این موسیقی به‌طور معمول آهسته، ملایم، لطیف، ملودیک و هتروفونیک است و از چهار مقیاس اساسی استفاده می‌کند. نانگوان (Nanguan) در سال ۲۰۰۹ در فهرست نماینده میراث فرهنگی نامشهود بشریت توسط یونسکو ثبت شد.

## سبک‌ها و ابزارها
نانگوان در سه سبک به نامهای چی، فو و خیوک (chí phó khiok) قرار دارد.
چی (Chí) به عنوان «جدی‌ترین حالت» شناخته می‌شود: این مجموعه به‌طور معمول بیش از سی دقیقه طول دارد و معمولاً از دو تا پنج بخش تشکیل می‌شود. هر کدام از این بخشها با یک متن ترانه همراه است که به یک داستان اشاره می‌کند. اگرچه این اجرا ممکن است شبیه به اجرای اپرا باشد، اما امروز chí یک سبک مهم و مورد احترام است. با این حال، متن آهنگ به‌طور قابل توجهی حفظ کردن قطعه را کاهش می‌دهد.
فو (Phó) به معنای واقعی کلمه به معنای "نشانه‌گذاری" است و به‌طور رسمی به عنوان qingzou Pu ("نماد اصلاح") شناخته می‌شود: به‌طور معمول توسط یک گروه با ۵ ابزار موسیقی انجام می‌شود. و شامل قطعاتی هستند که هیچ متنی مرتبط ندارند و از این رو در نماد gongchepu به نگارش درآمده اند. این یک سبک ابزاری است که از طیف گسترده‌تری نسبت به chí استفاده می‌کند و بر نمایش فنی تأکید دارد.
خیوک (Khiok) به معنای «خزانه‌داری» است: دو هزار قطعه در نسخه خطی (نوت) این سبک وجود دارد و امروزه بیشتر قطعات محبوب در این سبک حدوداً پنج دقیقه طول می‌کشند.